# Husa císařská
Husa císařská (Anser canagicus) je vrubozobý pták z čeledi kachnovití (Anatidae) a rodu Anser. Areál výskytu zahrnuje region Beringova moře: zatímco hnízdiště se nacházejí na Aljašce a severovýchodním pobřeží Ruska, zimoviště se nacházejí na Aleutských ostrovech, Aljašském poloostrově, Komandorských ostrovech a na východním pobřeží Kamčatky. Někteří ptáci z Ruska zalétají na americká zimoviště. Zatoulanci se občas objevují v Kanadě či Kalifornii.
Husa císařská je spíše malou a podsaditou husou s krátkým zobákem. Dosahuje délky těla 66–89 cm a rozpětí křídel téměř 120 cm, hmotnost může přesáhnout 3 kg. Opeření bývá tmavě stříbrošedé, s jemným vlnkováním. Dospělí ptáci mají na bradě, hrdle a přední straně krku černé peří, zatímco na hlavě, zadní straně krku a ocasu peří bílé; dospívající jedinci mají hlavu a krk šedivou. Bělavé peří na hlavě se v období léta přebarvuje do oranžové. Oranžovou barvu mají i končetiny. Zobák je u kořene šedomodrý, uprostřed růžový a na konci černý, jeho zbarvení se vyvíjí v průběhu dospívání. Husa císařská bývá označována za nejkrásnější ze všech husí.
Husa císařská obývá pobřežní laguny, stejně jako tůně a jezera dále ve vnitrozemí, zimuje na skalnatém pobřeží či na chráněných březích. Živí se trávami, řasami či bobulemi, v jejím jídelníčku se však objevuje i živočišná složka, jako jsou svijonožci. Hnízdní období začíná mezi květnem a červnem, hnízdo si tito ptáci vytvářejí na zemi. Husa císařská klade většinou okolo 5 vajec, která inkubuje 24–35 dnů. Mláďata se opeří za 50 až 60 dnů.
Mezinárodní svaz ochrany přírody (IUCN) ve svém vyhodnocení stavu ohrožení z roku 2023 pokládá husu císařskou za málo dotčený druh s populací o celkové velikosti 90 000–120 000 dospělých jedinců. Asi 70 % ptáků hnízdí v Americe.